# Blakistonova ribja sova
Blakistonova ribja sova (znanstveno ime Bubo blakistoni), največja živa vrsta sov, je predstavnik ribjih sov, podskupine uhatih sov, ki so specializirane za lov v obrežnem pasu. Domače je na Kitajskem, Japonskem in Ruskem Daljnem vzhodu. Spada v družino pravih sov (Strigidae), ki vsebuje večino vrst sov. Blakistonova ribja sova in tri sorodne vrste so bile predhodno uvrščene v rod Ketupa; vendar so podatki o zaporedju mtDNA citokroma b sekvence dvoumni glede tega, kateri od dveh imen rodu (Ketupa ali Bubo) je bolj primerno uporabljeno za to vrsto. Njen habitat je obrežni gozd z velikimi starimi drevesi za gnezdišča, v bližini jezer, rek, izvirov in plitvin, ki pozimi ne zmrznejo. Henry Seebohm je to ptico poimenoval po angleškem naravoslovcu Thomasu Blakistonu, ki je leta 1883 zbral tipski primerek v Hakodateju na Hokaidu na Japonskem.

## Taksonomija
Bolj pravilno je to vrsto imenovati Blakistonova orlovska sova. To je zato, ker je tesneje sorodna z evroazijskim orlom (s študijami glavnega podroda vrste, B. b. dumeril), kot pa s podrodom ribjih sov, za katerega so prej verjeli, da mu je bližje, to je Ketupa. To sta leta 2003 dokazala z osteoološkimi (z okostjem/kostmi) in DNK testi, ki sta jih leta 2003 dokazala ornitologi/taksonoma Michael Wink in Claus König, avtor knjige Sove sveta. Vendar pa nekateri avtorji menijo, da se tudi druge ribje sove ne razlikujejo dovolj, da bi podpirale ločen rod, zato nekateri organi navajajo ribje sove kot vključene tudi v rod Bubo.
Glede na to, da ima genetski material in osteološke značilnosti z orli, a se zdi, da ima nekatere značilnosti tudi z drugimi tremi ribjimi sovami (zlasti rjavo vrsto), je mesto Blakistonove ribje sove v tej evolucijski verigi dvoumno. Nekateri avtorji so se spraševali, ali je Blakistonov vmesni korak med tradicionalnimi orli in drugimi ribjimi sovami, kljub trenutni vrzeli v porazdelitvi med Blakistonovo in drugimi ribjimi sovami. Ali so druge azijske orlovske sove s bočno poševnimi ušesnimi čopiči, in sicer nepalski (B. nipalensis), malajski (B. sumatranus) in zlasti nekoliko površinsko ribji sovi podobna temna orlovska sova (B. coromandus), tesno povezane z ribjimi sovami in/ali Blakistonovimi, prav tako ni jasno.
Čeprav jih nekaj avtorjev uvršča tudi v Bubo, se zdi, da afriške ribije sove (na splošno uvrščene v rod Scotopelia) glede na zunanje značilnosti, osteologijo in predhodne genetske materiale niso povezane z ribjimi sovami in ni jasno, kako in če so povezane s tipičnimi orli.
Nedavna genetska testiranja v Rusiji kažejo na precej veliko odstopanje od genomov tipične Bubo in kažejo, da so dejansko tesneje povezani z drugimi ribjimi sovami.

## Opis
Blakistonova ribja sova je največja živa vrsta sov. Parna terenska študija vrste je pokazala, da samci tehtajo od 2,95 do 3,6 kg, medtem ko je samica z do 2,95 do 4,6 kg  približno 25 % večja. Okrog februarja je bila povprečna teža ruskih ribjih sov 3,1 kg (6,8 lb) pri sedmih samcih in 3,25 kg pri petih samicah, običajno ko je njihova telesna masa najnižja skozi vse leto. Blakistonova ribja sova v skupni dolžini meri od 60 do 72 cm in tako pri povprečni in največji dolžini meri nekoliko manj kot bradata sova (Strix nebulosa), vrsta, ki ima bistveno nižjo telesno maso. Velika uharica (Bubo bubo) včasih velja za največjo skupno vrsto sov. Tri največje rase, ki jih najdemo v Sibiriji in na Ruskem Daljnem vzhodu, so po velikosti blizu Blakistonovi ribji sovi. Po besedah Heima Mikkole je bil največji primerek orlovske sove 30 mm daljši od kljuna do repa od najdaljše Blakistonove ribje sove, medtem ko je največja teža obeh vrst popolnoma enaka. Najdaljša velika siva sova je bila 120 mm daljša od največje Blakistonove ribje sove, vendar bi bila približno 2,5-krat lažja od teže največje Blakistonove samice. Vendar pa povprečne meritve Blakistonove ribje sove presegajo povprečne meritve velike uharice v vsaj dveh glavnih kategorijah: teža in razpon kril, zaradi česar je Blakistonova največja vrsta sove na splošno. Tudi velike sibirske rase so v povprečju nekoliko manjše od Blakistonovih, vsaj glede telesne mase in velikosti kril. Največji razpon kril Blakistonove ribje sove je tudi večji od katere koli znane orlovske sove. Razpon kril, znan po Blakistonovih ribjih sovah, je od 178 do 190 cm. Možno je, da lahko največji primerki dosežejo razpon kril približno 200 cm. Blakistonova je opazno večja od ostalih treh obstoječih vrst ribjih sov.
Kar zadeva strukturo, je Blakistonova sova bolj podobna orlom kot drugim sovam, vendar ima z obema vrstama sov nekaj značilnosti. Kot vse ribje sove je tudi njen kljun razmeroma dolg, telo relativno postavno in krila relativno dolga v primerjavi z orliovskimi sovami. Z drugimi ribjimi sovami si deli tudi sorazmerno dolg tarsus, čeprav imajo tri manjše ribje sove glede na svojo velikost sorazmerno daljšega. Razen teh nekaj značilnosti sta lobanja in okostje Blakistonove ribje sove praktično enaka lobanji in okostju evrazijske sove. Kremplji Blakistonove ribje sove so po obliki in velikosti podobni tistim velike uharice. Navedeno je bilo, da kombinacija valovitih križnih vzorcev na spodnji strani perja Blakistonove in njenih ogromnih krempljev naredi od spodaj osupljivo podoben veliki ameriški uharici (Bubo virginianus). Dve zunanji značilnosti, ki ju Blakistonova deli z orlovskimi, ne pa tudi z drugimi ribjimi sovami, sta ti, da so njene noge popolnoma pernate in da so udarci njenih kril tihi.
Na videz je ta sova nekoliko podobna veliki uharici, vendar je bolj bleda in ima razmeroma široke in raztrgane ušesne šopke, ki visijo rahlo na stran. Zgornji del je rjavkasto rjav in z močno progami s temnejšo rjavo obarvanostjo. Spodnji del je svetlo rjavkasto rjav in z manj močnimi progami. Grlo je belo. Šarenica je rumena (medtem ko ima velika uharica običajno oranžno šarenico). Velika uharica in Blakistonova ribja sova se pojavljata na Ruskem Daljnem vzhodu in bi se lahko potegovali za vire, čeprav med tema dvema največjima vrstama sov niso poročali o nobenih znanstveno opaženih interakcijah. Glede na velik razkorak med prehranskimi preferencami vrst (predvsem vodnih živali pri Blakistonovi in predvsem gorskih kopenskih vrstah pri orlovskih sovah) je verjetno, da konkurenca za hrano običajno ni resen problem. Identifikacija Blakistonove od drugih ribjih sov ni težava, saj obstaja razmik v distribuciji približno 800 km med območji Blakistonove in rjave ribje sove (Bubo flavipes) in približno 2000 km ločuje območje Blakistonove in ribje uharice (Bubo zeylonensis). Neverjetno je zgodnji naravoslovec menil, da Blakistonova in ribja uharica pripadata isti vrsti. Proge na spodnji strani obeh so podobne in njune pesmi zvenijo bolj podobno druga drugi kot pri dveh pesmih drugih vrstah ribjih sov.
Vokalizacije se med priznanimi podvrstami razlikujejo. Pri nominirani podvrsti z Japonskega samec kliče dvakrat, samica pa se odzove z eno noto, medtem ko ima celinska podvrsta nekoliko bolj dodelan, štirinotni duet: HOO-hoo, HOOO-hoooo (tukaj je moški klic z velikimi črkami črke (HOO) in ženski klic z malimi črkami (hoo)). Transliteracije klicev sov iz Rusije, ki so reprezentativne za vokalne različice sove, so SHOO-boo in FOO-foo-foo. Zlasti teritorialna pesem ali klic v Rusiji je bil opisan kot nekoliko podoben kratkemu, globokemu klicu orlovske sove. Kljub nekoliko večji velikosti, glas Blakistonove ribje sove ni tako zvočen ali tako daleč, kot je glas velike uharice. Glas rjave ribje sove pa je precej globlji. Kot pri večini sov, je vokalna aktivnost nagnjena k vrhuncu neposredno pred začetkom gnezdenja, zato pri tej vrsti doseže vrh okoli februarja. Ta duet parov Blakistonove ribje sove v obdobju pred gnezditveno sezono je tako usklajen, da tisti, ki ne poznajo klica, pogosto mislijo, da gre le za klic ene ptice. Ko zakliče posamezna ptica, lahko zveni kot hu-huu. Mladiči imajo značilen krik, običajno osupljiv in nejasen phi-phee-phee. 

## Podvrste
Od naslednjih štirih podvrst, opisanih v literaturi, sta trenutno v znanosti sprejeti le prvi dve (B. b. blakistoni & B. b. doerriesi).[22] Drugi dve (B. b. karafutonis in B. b. piscivorus) sta bili verjetno primerka B. b. blakistoni & B. b. doerriesi in sta tukaj predstavljeni samo zaradi zgodovinskega pomena. Razhajanje japonskih ptic nominirane podvrste in ruske podvrste je bilo na podlagi filogeografije ugotovljeno kot skrajno, s točko razhajanja vsaj pol milijona let.
- B. b. blakistoni (Seebohm, 1884). Hokaido, severna Japonska in Kurili. Lores obraznega diska rjavo-rjave barve z ozkimi črnimi črtami; nad očmi, okoli osnove kljuna in na čelu vrsta majhnih, trdih skoraj popolnoma belih peres; brada večinoma bela. Preostali del glave in spodnji del rjave barve s črno-rjavimi črtami in konicami rjavih peres; hrbet je temnejši. Plašč je nekoliko svetlejši in bolj rjav, s črno-rjavimi črtami ter temno rjavimi črtami. Krila temno rjava s številnimi svetlo rumenimi črtami. Rep temno rjav s 7–8 kremno rumenimi črtami. Spodnji del svetlo rjavo rjav s črnorjavimi črtami in ozkimi svetlo rjavimi valovitimi prečki. Tetiva krila meri 473 do 534 mm, rep meri 243 do 286 mm in tarsus meri 81 do 102 mm.
- B. b. doerriesi (Seebohm, 1884). Vzhodna Sibirija južno do območja Vladivostoka in obmejnega območja Koreje. Zdaj naj bi vključevali vse nejaponske Blakistonove ribje sove. Večja od nominalne z veliko belo liso na vrhu glave; rep manj označen in palice nepopolne. Tetiva krila meri 510 do 560 mm, rep meri 285 do 305 mm in primerek je imel tarsus 85 mm.
- B. b. karafutonis (Kuroda, 1931). Sahalin. Manjša od nominirane rase in temnejša, zlasti na hrbtu in ušesnih pokrovih; rep z ožjimi temno rjavimi palicami in številčnejšimi svetlimi palicami (8–9 proti 7 v nominiranih).
- B. b. piscivorus (Meise, 1933). Zahodna Mandžurija. V celoti bleda kot doerriesi, osnovna barva spodnjega dela sivkasto bela (ne svetlo rjava); repne palice niso popolnoma kremasto rumene, osrednji rectrici imajo bele notranje mreže skoraj do osnove; brada čisto bela.

## Habitat
Blakistonova ribja sova se pojavlja v gostem starem gozdu v bližini vodnih tokov ali gozdnatih obal. Vrsta potrebuje kavernozne votline starih dreves za primerna gnezdišča in odseke produktivnih rek, ki pozimi ostanejo vsaj delno nezamrznjene. V mrzlih severnih zimah je odprta voda le tam, kjer je tok dovolj hiter ali kjer se dviga topla izvirska voda. Počasnejši potoki lahko podpirajo te sove kot glavni rečni kanali in potrebujejo le nekaj metrov odprte vode, da preživijo zimo.

## Hranjenje in vedenje
Blakistonova ribja sova se prehranjuje z različnimi vodnimi živalmi. Glavni plen so ribe, pogosti plen pa so ščuka (Esox reichertii), som, postrv in losos (Oncorhynchus ssp.). Nekatere ribe, ki jih te sove ujamejo, so precej velike. Jonathan Slaght je ocenil, da so nekatere ulovljene ribe od dva do trikrat večje od lastne teže, in je videl sove, ki se držijo z eno nogo na drevesni korenini, da bi lahko povlekle velik ulov na breg. Glavni plen, za katerega se domneva, da so ga iskale v zmrznjenih zimskih mesecih v tekočih in brakičnih vodah in so na severovzhodnih mejah njihovega območja razširjenosti, so bili glavači (Cottidae), piškurji in grbavi losos (Oncorhynchus), verjetno večinoma mladiči zadnjih dveh vrst. V porečju reke Bikin je bila povprečna telesna masa ulovljenih rib ocenjena na 0,6 do 0,9 kg. V Rusiji se spomladi uživajo dvoživke v velikih količinah, zlasti Dybowskijeva žaba (Rana dybowskii), in lahko v tem času sezonsko presežejo ribe v prehrani. Znano je, da rake (Cambaroides ssp.) in druge rake uživajo v določenem številu, vendar ni znan obseg njihovega pomena v prehrani Blakistonove ribje sove. Obstaja nekaj dokazov o spolnem dimorfizmu pri izbiri plena, pri čemer so samci dajali prednost žabam in manjšim ribam, medtem ko so samice plenile večje ribe. Zdi se, da so sladkovodni raki in sekundarno žabe številčno tako pomembni ali včasih pomembnejši kot vir hrane v primerjavi z ribami za tri manjše vrste ribjih sov, razen žab spomladi, do zdaj se to ni izkazalo za Blakistonovo ribjo sovo. Edina vrsta sov, za katero so ribe pomembnejše v njihovi prehrani, so afriške ribije sove. Zdi se, da Blakistonove ribje sove sobivajo s Stellerjevimi jezerci (Haliaeetus pelagicus) in belorepci ( Haliaeetus albicilla) na obalah skalnatih Kurilskih otokov, vendar nič ni znano, kako so povezane s temi večjimi grabežljivci, ki jedo ribe, katerih prisotnost je bila včasih teoretizirana kot delni vzrok za omejen obseg Blakistonove ribje sove zaradi konkurence za podobne vire hrane. Vendar pa lahko v drugih skupnostih grabežljivcev dnevne ujede in sove uspešno sobivajo glede na njihov različen čas delovanja. Poleg tega Blakistonova ribja sova običajno prebiva v gozdnatih območjih, medtem ko se jezerci pogosteje hranijo v bližini bolj odprtih mokrišč ali obalnih območij.
Z Japonske je opisan najrazličnejši plen sesalcev, ki postane najpomembnejši za prehrano pozimi. Manjši sesalci so vključevali kune (Martes ssp.) in številne glodavce. Neidentificirani netopirji so se občasno pojavljali v peletih Blakistonovih ribjih sov na Ruskem Daljnem vzhodu, čeprav so bili netopirji veliko bolj izraziti v prehrani velikih uharic tam (79 peletov sove in 10 peletov ribje sove je imelo ostanke netopirjev). Ta vrsta včasih ujame velike sesalce, vključno z zajci (Lepus ssp.), lisicami, mačkami (Felis catus) in majhnimi psi (Canis lupus familiaris). Znanih je manj zapisov o plenjenju ptic, vendar je znano, da ujamejo ptičji plen, kot je gozdni jereb (Tetrastes bonasia) in različne vrste vodnih ptic. Opažen je bil primer, ko je kvakača (Nycticorax nycticorax), redko vrsto na Japonskem, med letom preganjal samec ribje sove, vendar se je ta uspel izogniti ujetju. Poročali so tudi o podobnem primeru ribje sove, ki je preganjala sivo čapljo (Ardea cinerea).
Dva najpogostejša načina lova Blakistonove ribje sove sta prebiranje skozi rečne plitvine in sedenje na bregu reke ter čakanje na gibanje v vodi. Pri tem vedenju lahko posameznik čaka štiri ure, dokler ne zazna plena, pri čemer je vrsta morda najpogosteje priča med lovom na ta način. Ko zaznajo plen, ribje sove bodisi padejo neposredno v plitvo vodo ali pa zajadrajo na kratko razdaljo. Jemlje tudi mrhovino, kar dokazujejo ribje sove v Rusiji, ki so ujete v pasteh, postavljenih za sesalce kožuharje, kjer uporabljajo surovo meso kot vabo. Medtem ko se majhen plen, kot so žabe in raki za takojšnjo porabo, večji plen, kot so ribe in vodne ptice, vlečejo na breg in pokončajo, preden jih z njim odletijo.
Te sove so aktivne predvsem v mraku in ob zori. Med sezono gojenja zalege je razmeroma pogosteje opaziti te sove, ki aktivno lovijo ali zaležejo podnevi. Ta sova preživi nenavadno veliko časa na tleh. Občasno se lahko sova celo potepta po pešpoti ob rečnih bregovih, ki se jih uporablja za lov. Zgodnja poročila o koncentracijah kar 5–6 sov v bližini brzic in izvirov, ki ne zmrzujejo, so dvomljiva, saj so te sove zelo teritorialne.

### Vzreja
Ta ptica se ne razmnožuje vsako leto zaradi nihanj v oskrbi s hrano in razmerah. Dvorjenje se zgodi januarja ali februarja. Odlaganje jajc se začne že sredi marca, ko so tla in drevesa še pokrita s snegom. Te sove najraje gnezdijo v votlih drevesnih votlinah na Japonskem in v Rusiji. Najprimernejši habitat za gnezdenje so zreli gozdovi z mešanico iglavcev in listavcev. V Rusiji lahko drevesa, izbrana za gnezdenje, sestavljajo brest (Ulmus ssp.), japonski topol (Populus maximowiczii), vrba (Salix ssp.), Chosenia arbutifolia, mongolski hrast (Quercus mongolica), jerebike (Sorbus ssp.) , in Ermanova breza (Betula ermanii). Razpon višine gnezda je 2–18 m, vendar je običajno vsaj 12 m od tal. Poročila o gnezdenju na podrtih drevesnih deblih in na gozdnih tleh so v najboljšem primeru zelo redka in morda neresnična. Razen gnezdnih votlin obstajajo zelo izolirani zapisi o gnezdenju na policah pečin in v starih gnezdih črnih škarnikov (Milvus migrans). Poleg tega so zdaj zabeležili Blakistonovo ribjo sovo z uporabo začasno zapuščenih gnezd Stellerjevih morskih orlov (Haliaeetus pelagicus).
Gnezdilne votline morajo biti precej velike, da lahko sprejmejo te ptice. Velikost legla je od 1 do 3, običajno 2. V Rusiji so legla običajno samo eno jajce. Jajca so dolga 6,2 cm in 4,9 cm in so tako po velikosti podobna jajcem sibirske sove. Samci zagotavljajo hrano za inkubirajočo samico in pozneje za gnezdeče. Inkubacijska doba je približno 35 dni in mladiči zapustijo gnezdo v 35–40 dneh, vendar jih starši pogosto hranijo in skrbijo še nekaj mesecev. Podatki o gnezditvenem uspehu so skopi: na otoku Kunašir je bil v šestletnem obdobju gnezditveni uspeh 24 %; s šestimi mladiči, ki so posledica 25 jajčec. Povprečna teža novoletnih sov je bila približno 40 % lažja od velikosti odraslih, v povprečju je znašala 1,96 kg pri samicah in 1,85 kg pri samcih. Mladoletniki se zadržujejo na ozemlju svojih staršev do dve leti, preden se razpršijo, da bi našli svoje ozemlje. Študija na Hokaidu je pokazala, da so bili mladiči samcev približno 10 % številnejši od samic, vendar so imeli višjo stopnjo umrljivosti po zletenju. Blakistonove ribje sove lahko tvorijo parne vezi že v drugem letu in dosežejo spolno zrelost pri treh letih. To nenavadno dolgo obdobje pred razpršitvijo je lahko razlog, zakaj se ta sova občasno poroča kot družabna, saj se bodo zbirale skupine staršev in mladostnikov, vendar ne nepovezane sove.
Ko so te sove v polni velikosti, imajo malo naravnih plenilcev. Vendar pa so lahko bolj ranljive za napade mesojedcev sesalcev, saj za razliko od drugih sov, ki običajno sedijo in lovijo z dreves ali nedostopnih kamnitih formacij, lovijo predvsem na tleh ob rečnih bregovih. Obstajata dva zapisa o naravnem plenjenju odraslih iz Rusije in nobenega na Japonskem: eden je vključeval risa (Lynx lynx) in drugi azijskega črnega medveda (Ursus thibetanus). 

## Status
Blakistonova ribja sova je IUCN razvrstila med ogrožene vrste.[1] Ogrožena je zaradi obsežne izgube obrežnih gozdov, vse večjega razvoja zemljišč ob rekah in gradnje jezov. Trenutna populacija na Japonskem je ocenjena na približno 100–150 ptic (20 gnezdečih parov in neparnih osebkov), medtem ko je v celinski Aziji populacija višja, včasih različno ocenjena na nekaj sto ali morda do tisoč osebkov. Na globalni ravni, vključno z novejšo podrobno analizo iz Rusije, se ocenjuje, da je populacija sestavljena iz približno 1000–1500 posameznikov ali približno 500–850 parov. Ocenjuje se, da je v Primorju ostalo od 200 do 400 posameznikov. Med raziskavami v letih 2016-2019 na otoku Kunašir je bilo registriranih 28 parov Blakistonovih ribjih sov. V Rusiji ribje sove ubijejo lovci za krzno, se utopijo v mrežah, postavljenih za lososa, in jih ustrelijo lovci. Na Japonskem je smrt zaradi lova malo verjetna, vendar so ribje sove zadeli avtomobili in jih ubili daljnovodi. Poleg tega so pri teh sovah vsaj na Japonskem poročali o primerih izpostavljenosti svincu ali zastrupitvi s svincem, morda zaradi kopičenja v organizmih, pa tudi morda tudi svinčevih nabojev v mrhovini. Glede na njihovo zelo majhno svetovno populacijo je malo verjetno, da bodo stalne smrti trajne. Na Japonskem so se izvajala lokalna prizadevanja za ohranjanje, vključno z izobraževanjem, namestitvijo velikih gnezdilnic in dopolnilnim hranjenjem. Biologi so ugotovili, da je prisotnost Blakistonovih ribjih sov dober pokazatelj zdravja in stopnje motenj v gozdu in ribjih populacijah. Dodatno zaskrbljenost je bilo očitno pomanjkanje genetske raznovrstnosti, ugotovljeno pri ruskih ribjih sovah ob testiranju njihovega genoma, s podobnimi pomisleki, izraženimi na Japonskem, kot tudi dokazi o parjenju v sorodstvu. Ugotovljeni so bili dokazi o postopnem okrevanju populacije Blakistonovih ribjih sov na Hokaidu, vendar so japonski naravovarstveniki zaskrbljeni zaradi pomanjkanja primernega habitata in priporočajo spremembe rabe zemljišč za spodbujanje rasti populacije.[

## Pomen za domorodna ljudstva
Blakistonovo ribjo sovo spoštujejo ljudstva Ainu na Hokaidu na Japonskem kot Kamuj (božansko bitje), imenovano Kotan koru Kamuj (Bog, ki varuje vas). V Rusiji je ta vrsta vir hrane pri ljudstvu Eveni v severni Sibiriji in severnem Ruskem Daljnem vzhodu. V preteklosti so ljudstva Udege v Primorju lovila ribje sove kot vir hrane in so bile priljubljene zaradi visoke vsebnosti maščobe; vendar je ta praksa lokalno izginila.